# Małgorzata opawska
Małgorzata opawska (ur. ok. 1330; zm. 1361–1363) – księżniczka opawska, margrabina morawska.
Małgorzata była córką Mikołaja II opawskiego i jego pierwszej żony Anny raciborskiej. W latach 1349–1350 (zapewne już w drugiej połowie 1349) poślubiła margrabiego morawskiego Jana Henryka Luksemburskiego. Była jego drugą żoną. Poprzednie małżeństwo Jana Henryka z Małgorzatą Maultasch zakończyło się unieważnieniem z powodu rzekomej impotencji męża.
Ślub Jana Henryka i Małgorzaty został zawarty pospiesznie i nie zadbano o niezbędną dyspensę. Małżonkowie byli ze sobą spokrewnieni w trzecim stopniu, gdyż oboje byli prawnukami króla czeskiego Przemysła Ottokara II. W tej sytuacji została na nich rzucona klątwa i na pewien czas Jan Henryk musiał odsunąć od siebie żonę. W sierpniu 1350 papież Klemens VI polecił biskupowi ołomunieckiemu Janowi Volkowi by zdjął klątwę.
Małgorzata i Jan Henryk Luksemburski mieli sześcioro dzieci:
- Katarzyna (urodzona w lutym 1353, zmarła przed 17 lipca 1378),
- Jodok z Moraw (urodzony w październiku 1351, zmarł 18 stycznia 1411),
- Jan Sobiesław Luksemburski (urodzony 1352–1355, zmarł 12 października 1394),
- Prokop (urodzony 1354–1355, zmarł 24 września 1405),
- Elżbieta (zmarła 20 listopada 1400),
- Anna (zmarła przed 1405).

Po śmierci Małgorzaty opawskiej Jan Henryk Luksemburski ożenił się jeszcze dwukrotnie. Oba małżeństwa były bezpotomne.